# Ferenc Gyurcsány
Ferenc Gyurcsány (* 4. června 1961 Pápa) je maďarský levicový politik a bývalý předseda Maďarské socialistické strany. V letech 2004–2009 byl šestým premiérem Maďarské republiky.

## Biografie
Ferenc Gyurcsány se narodil dne 4. června 1961 ve městě Pápa v župě Veszprém. V mládí byl členem komunistického svazu mládeže KISZ. Vystudoval ekonomii, v roce 1990 začal podnikat ve finančním sektoru. V roce 2002 byl padesátým nejbohatším Maďarem. Má čtyři děti ze dvou manželství.

## Politická kariéra
Od roku 1984 do roku 1990 aktivně působil v Maďarské organizaci mladých komunistů. Do politiky se vrátil v roce 2002, nejdříve jako poradce premiéra, od roku 2003 ministr sportu. V roce 2004 se stal premiérem (nahradil Pétera Medgyessye a předsedou Maďarské socialistické strany. V roce 2006 se svou stranou uspěl v parlamentních volbách a sestavil koaliční vládu opět s liberálním Svazem svobodných demokratů – Maďarskou liberální stranou.

### Podzim 2006
Dne 17. září 2006 se dostala na veřejnost audionahrávka z neveřejného Gyurcsányova povolebního proslovu k poslancům Maďarské socialistické strany, kde se Gyurcsány velmi emotivně a vulgárně vyjadřuje o minulé vládě své strany („Žádná evropská země neudělala něco tak pitomého jako my“, „Evidentně jsme v minulém roce a půl či dvou letech lhali“, „Maďarsko se podařilo udržet nad vodou jedině díky boží prozřetelnosti, spoustě peněz ve světovém hospodářství a stovkám podvodů.“) a vyzývá k ekonomickým reformám. V reakci na zveřejnění nahrávky probíhaly v Maďarsku zpočátku masové demonstrace (desetitisíce demonstrantů), někdy i násilné, jejichž účastníci požadovali Gyurcsányovu rezignaci. Účast na demonstracích postupně slábla. Další velká demonstrace, spojená se střety s policií, se konala 23. října u příležitosti 50. let od začátku protikomunistického Maďarského povstání z roku 1956. Někteří z pamětníků si dokonce odmítli se socialistickým premiérem Gyurcsányem podat ruce.

### Odchod do ústraní
Dne 21. března 2009 Ferenc Gyurcsány oznámil na sjezdu své Magyar Szocialista Párt, že hodlá podat demisi. „Slyšel jsem, že jsem překážkou při spolupráci na nutných změnách, pro stabilní vládní většinu a odpovědné chování opozice“ prohlásil na sjezdu MSZP. Gyurcsány chce tímto krokem umožnit sestavení nové vlády s novým předsedou a pomoci tak k prosazení důležitých reforem a škrtům ve státním rozpočtu.
Po svém odstupu z funkce premiéra, odstoupil dne 28. března 2009 i z funkce předsedy své Magyar Szocialista Párt.
Jeho nástupce Gordon Bajnai byl do úřadu premiéra zvolen dne 14. dubna 2009, hlasovalo pro něj 204 poslanců z MSZP a SZDSZ.

## Galerie

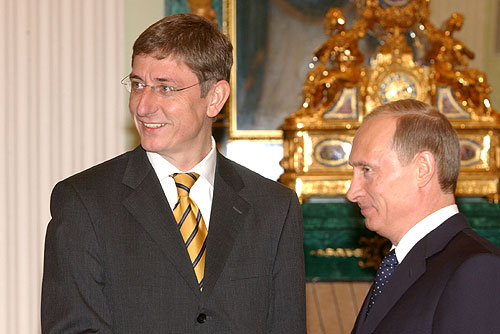
Ferenc Gyurcsány a Vladimir Putin
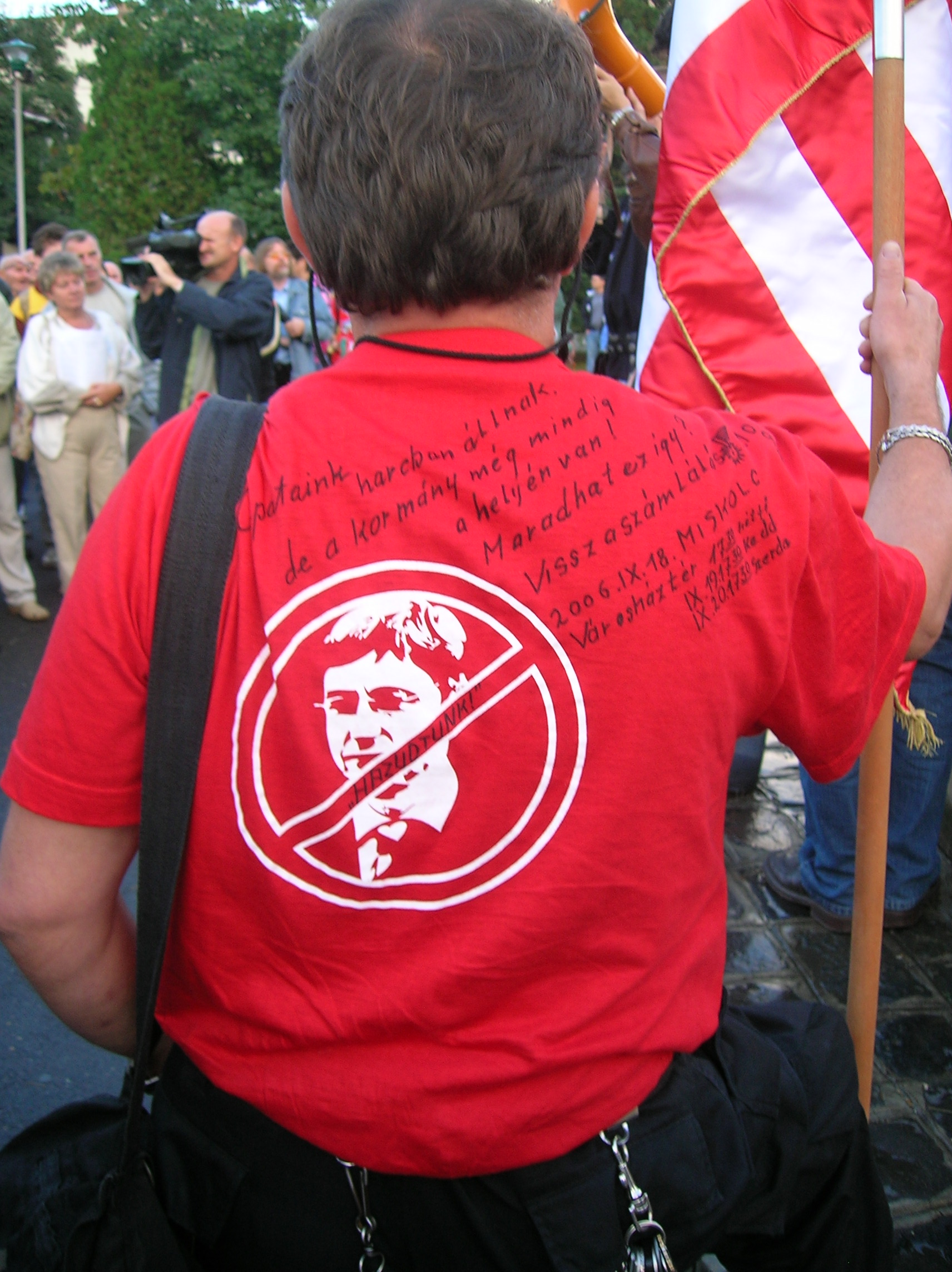
Tričko „anti-Gyurcsány“